# Transcription de Bremer
Cette page contient des caractères spéciaux ou non latins. S’ils s’affichent mal (▯, ?, etc.), consultez la page d’aide Unicode.
La transcription de Bremer est une transcription phonétique dérivée de l’alphabet latin avec quelques lettres grecques, utilisée historiquement dans la transcription de l’allemand et de ses dialectes. Elle est principalement composée de nouvelles lettres (lettres tournées, coupées, barrées ou fusionnées), de formes de lettres de style ancien ou cursif, et de lettres empruntées à d’autres langues ou à l’alphabet grec.

## Histoire

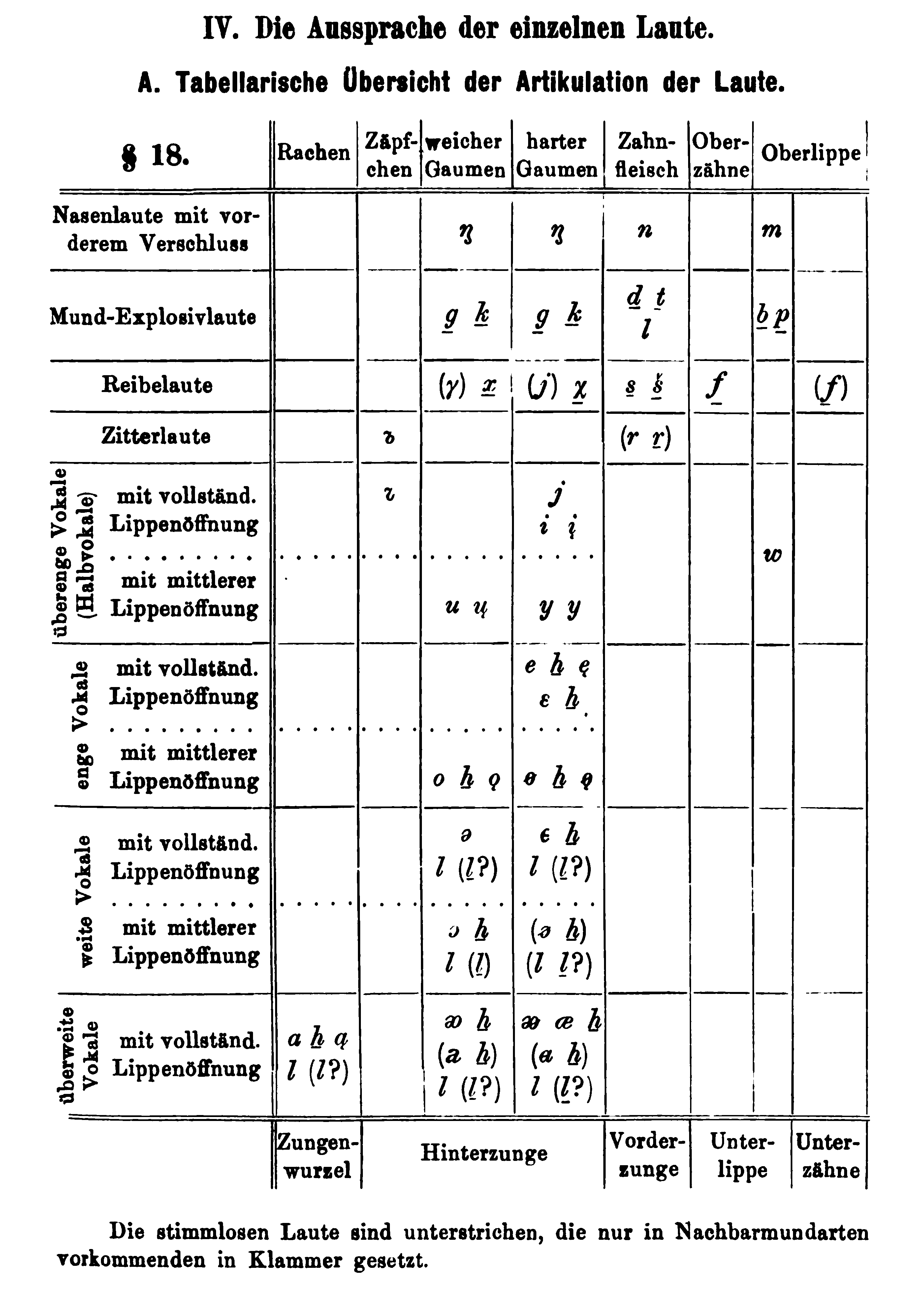
Table des symboles phonétiques dans Heilig 1898.

Une version préliminaire est présentée en 1889 dans le journal Phonetische Studien, une première version est présentée par Otto Bremer en 1893 et une version révisée est publiée en 1898. Cette dernière version est largement utilisée dans la collection, dirigée par Otto Bremer, « Sammlung kurzer Grammatiken deutscher Mundarten ».
La transcription de Bremer fonctionne principalement à l’aide de nouvelles lettres et avec peu de signes diacritiques, ce qui la rend compliquée à utiliser lorsque les caractères adéquats ne sont pas disponibles, ce pourquoi elle n’a pas été largement adoptée en dialectologie allemande.
Certains symboles, par exemple є, ɔ, ꭎ, sont repris dans la transcription phonétique utilisée dans la collection suisse « Beiträge zur schweizerdeutschen grammatik » dirigée par Albert Bachmann ou encore dans la transcription phonétique de Josef Seemüller utilisée en Autrice.

## Voyelles
| Symboles (1898) | Descriptions                                                                                | Équivalents API |
| --------------- | ------------------------------------------------------------------------------------------- | --------------- |
| i               | relativement serré [fermé]                                                                  | i               |
| ɩ               | i large [ouvert]                                                                            | ɪ               |
| e               | serré [fermé], noté ĕ en 1893                                                               | e               |
| ϵ               | large [ouvert], noté e en 1893                                                              | ɛ               |
| ɛ               | entre ϵ et æ                                                                                | ɛ               |
| ə               |                                                                                             |                 |
| æ               | un niveau plus large que ϵ, noté ϵ en 1893                                                  | ɛ               |
| æ̨               | nasalisé                                                                                    | ɛ̃               |
| ꬰ               | a teint de e, noté æ en 1893                                                                | a               |
| ɑ               | a pur                                                                                       | a, ɑ            |
| a               | a teint de o, noté ꭃ en 1893                                                                | ɑ, ɒ            |
| ᴔ               | un niveau plus large que ɔ ; symbole décrit comme une ligature formée d’un a et d’un o : ꜵ. | ɒ, ɔ            |
| ɔ               | o large [ouvert], noté o en 1893                                                            | ɔ               |
| ą               | a nasalisé                                                                                  | ɑ̃               |
| ᴔ̨               | ᴔ̨ nasalisé                                                                                  | ɑ̃, ɔ̃            |
| ɔ̨               | ɔ nasalisé                                                                                  | ɔ̃               |
| o               | o relativement serré [fermé], noté ŏ en 1893                                                | o               |
| ꭎ               | u large [ouvert]                                                                            | ʊ               |
| u               | u relativement serré [fermé]                                                                | u               |
| ⱥ               | a teint de ö, noté ꭄ en 1893                                                                | ʌ               |
| ꭂ               | plus large [ouvert] (entre ᴔ et ꭁ)                                                          | ʌ, ɞ            |
| ϶               | entre ɔ et ꬿ                                                                                | ɞ, ä            |
| ꬿ               | ö large [ouvert]                                                                            | ä               |
| ɵ               | entre o et ø                                                                                | ɤ, ɵ, ɘ         |
| ʉ               | u avancé                                                                                    | ɯ, ʉ, ɨ         |
| y               | ü serré [fermé]                                                                             | ɨ, y            |
| ꭁ               | ö plus large, noté ꬿ en 1893 ; symbole décrit comme une ligature formée d’un a et d’un ø.   | œ               |
| (ꬿ)             | ö large [ouvert]                                                                            | œ               |
| ꭁ̨               | ꭁ nasalisé                                                                                  | œ̃               |
| ꬿ̨               | ꬿ nasalisé, noté ø en 1893                                                                  | œ̃               |
| ø               | ö relativement serré [fermé], noté ø̆ en 1893                                                | ø               |
| ꭚ               | ü large [ouvert]                                                                            | ə, ʏ            |

## Consonnes
| Symboles | Descriptions                                                           | Équivalents API |
| -------- | ---------------------------------------------------------------------- | --------------- |
| l        | alvéolaire et fricative latérale                                       | l               |
| ł        | l « guttural »                                                         | ʎ               |
| r        | alvéolaire                                                             | r               |
| ꭇ        | alvéolaire mais avec vocalisation réduite                              |                 |
| ꭌ        | uvulaire                                                               | ʀ               |
| ꭋ        | uvulaire réduite                                                       | ʀ               |
| ˇ        | r glottal en relation avec une vocalique, par exemple dêěn, dîěň Dirne |                 |
| m        | bilabial                                                               | m               |
| ν        | dental                                                                 | n               |
| n        | alvéolaire                                                             | n               |
| ŋ        | palatale ou vélaire voisée [nasale]                                    | ŋ               |
| u̯        | u très court [semi-voyelle]                                            | w               |
| y̯        | y très court [semi-voyelle]                                            | ɥ               |
| w        | fricative bilabiale voisée réduite                                     | ʋ               |
| v        | labiodentale voisée et fricative légèrement dévoisée                   | v               |
| ð        | dentale voisée réduite et fricative légèrement dévoisée                | ð               |
| z        | alvéolaire, voisée et légèrement dévoisée                              | z               |
| ž        | son sch, fricative voisé et légèrement dévoisée                        | ʒ               |
| ị        | i très court [semi-voyelle]                                            | j               |
| j        | j mouillé, voisé et légèrement dévoisé                                 | j               |
| ᵹ        | fricative vélaire, voisée et légèrement dévoisée                       | ɣ               |
| b        | occlusive bilabiale voisée                                             | b               |
| ∂        | occlusive dentale voisée                                               | d               |
| d        | occlusive alvéolaire voisée                                            | d               |
| g        | occlusive palatale ou vélaire voisée                                   | g               |
| h        | fricative glottale sourde                                              | h               |
| φ        | spirante bilabiale sourde                                              | ɸ               |
| f        | labiodentale sourde                                                    | f               |
| þ        | spirante dentale sourde                                                | θ               |
| s        | spirante alvéolaire sourde                                             | s               |
| š        | son sch, sourde, articulation combinée de s et χ                       | ʃ               |
| χ        | son ich, palatale mouillée                                             | ç               |
| x        | son ach, vélaire                                                       | x               |
| ɧ        | fricative rétroflexe                                                   | h               |
| p        | occlusive bilabiale sourde                                             | p               |
| τ        | occlusive dentale sourde                                               | t               |
| t        | occlusive alvéolaire sourde                                            | t               |
| k        | occlusive palatale ou vélaire sourde                                   | k               |
| ʼ        | coup de glotte, par exemple əꭌi̓nəꭌn                                    | ʔ               |

## Capitales
Certains symboles ont une forme capitale dans la transcription des noms propres.

## Exemples de transcription

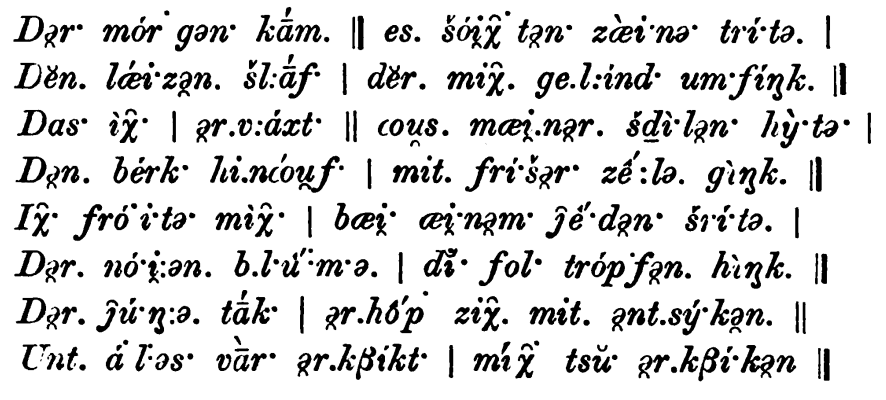
Première strophe de « Zueignung » transcrite dans Bremer 1893.
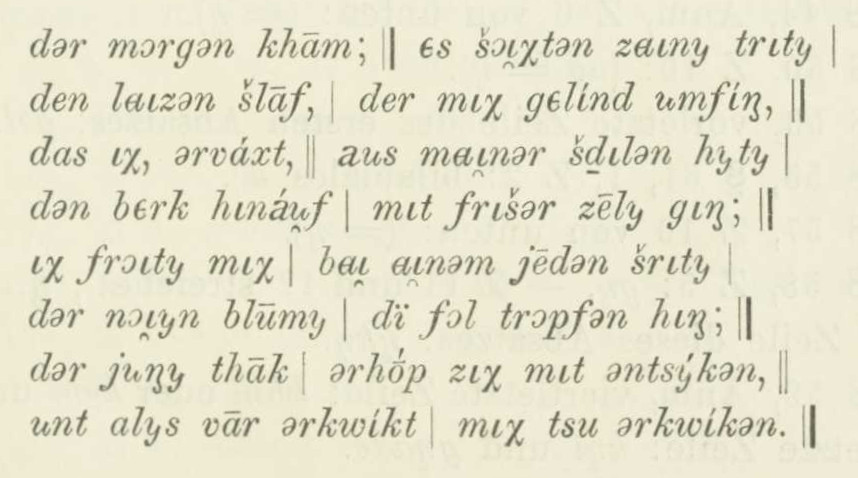
Première strophe de « Zueignung » transcrite dans Bremer 1898.
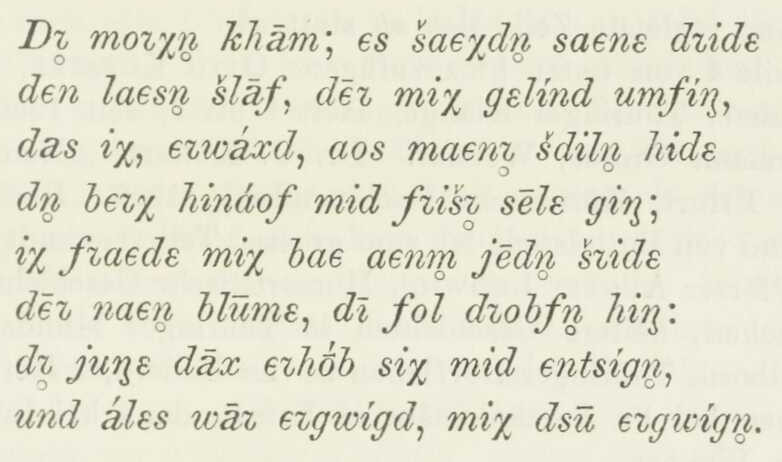
Première strophe de « Zueignung » transcrite dans Kürsten et Bremer 1910.

### Collection «kurzer Grammatiken deutscher Mundarten»
- (de) Ernst Beck, Lautlehre der oberen Markgräfler mundart, Halle a.d.S., Waisenhaus, coll. « Sammlung kurzer Grammatiken deutscher Mundarten » (no 10), 1926
- (de) Otto Bremer, Deutsche Phonetik, Leipzig, Breitkopf und Härtel, coll. « Sammlung kurzer Grammatiken deutscher Mundarten » (no 1), 1893 (lire en ligne)
- (de) Otto Bremer, Beiträge zur Geographie der Deutschen Mundarten in form einer Kritik von Wenkers Sprachatlas des deutschen Reichs, Leipzig, Breitkopf und Härtel, coll. « Sammlung kurzer Grammatiken deutscher Mundarten » (no 3), 1895 (lire en ligne)
- (de) Otto Bremer, Zur Lautschrift, Leipzig, Breitkopf und Härtel, coll. « Sammlung kurzer Grammatiken deutscher Mundarten » (no 1 (annexe)), 1898 (lire en ligne)
- (de) August Gebhardt, Grammatik der Nürnberger Mundart; geschichtliche Darstellung der einzelnen Laute, Breitkopf und Härtel, coll. « Sammlung kurzer Grammatiken deutscher Mundarten » (no 7), 1907 (lire en ligne)
- (de) Emil Gerbet, Grammatik der Mundart des Vogtlandes, Breitkopf & Härtel, coll. « Sammlung kurzer Grammatiken deutscher Mundarten » (no 8), 1908 (lire en ligne)
- (de) Otto Heilig, Grammatik der ostfränkischen Mundart des Taubergrundes und der Nachbarmundarten, Leipzig, Breitkopf und Härtel, coll. « Sammlung kurzer Grammatiken deutscher Mundarten » (no 5), 1898 (lire en ligne)
- (de) Otto Kürsten et Otto Bremer, Lautlehre der Mundart von Buttelstedt bei Weimar, Leipzig, Breitkopf & Härtel, coll. « Sammlung kurzer Grammatiken deutscher Mundarten » (no 9), 1910 (lire en ligne)
- (de) Emil Maurmann, Grammatik der Mundart von Mülheim A. D. Ruhr, Breitkopf & Härtel, coll. « Sammlung Kurzer Grammatiken deutscher Mundarten » (no 4), 1898 (Archive.org, MDZ, MDZ, HathiTrust)

### Autres
- (de) Antonio Almeida et Angelika Braun, « Probleme der phonetischen Transkription », dans Werner Besch, Ulrich Knoop, Wolfgang Putschke, Herbert E. Wiegand, Dialektologie: Ein Handuch zur deutschen und allgemeinen Dialektforschung, vol. 1, Berlin, New York, Walter de Gruyter, coll. « Handbücher zur Sprach- und Kommunikationswissenschaft » (no 1), 1989 (ISBN 9783110203387)
- (de) Theodor Baader (édité par Hermann Niebaum), Zur Dialectgeographie Westfalens : Online-Ausgabe der Habilitationsschrift von 1920, Münster, Kommission für Mundart- und Namenforschung Westfalens, 2020 (lire en ligne)
- (de) Esajas Beck, Einleitung zu einer Grammatik der oberen Markgräfler Mundart (thèse de doctorat), Halle a.d.S., Waisenhaus, 1911 (lire en ligne)
- (de) Ernst Brandt, Die nordfriesische Sprache der Goesharden, Halle a.d.S., Waisenhauses, 1913 (lire en ligne)
- (en) Michael Everson, Alois Dicklberger, Karl Pentzlin et Eveline Wandl-Vogt, Revised proposal to encode “Teuthonista” phonetic characters in the UCS (no N4081, L2/11-202), 2 juin 2011 (lire en ligne)
- (de) August Gebhardt, Grammatik der Nürnberger Mundart; geschichtliche Darstellung der einzelnen Laute (thèse de doctorat), Breitkopf und Härtel, 1901 (lire en ligne)
- (de) Emil Gerbet, Die Mundart des Vogtlandes (thèse de doctorat), Breitkopf & Härtel, 1896 (lire en ligne)
- (de) Martin Heepe, Lautzeichen und ihre Anwendung in verschiedenen Sprachgebieten, Berlin, Reichsdruckerei, 1928 (lire en ligne)
- (de) Otto Heilig, Beiträge zu einem Wörterbuch der ostfränkischen Mundart des Taubergrundes, Leipzig, Breitkopf & Härtel, 1894 (lire en ligne)
- (de) Konrad Hentrich, Die Vokale der Mundart von Leinefelde (thèse de doctorat), 1905 (lire en ligne)
- (de) Konrad Hentrich, Wörterbuch der Nordwestthüringischen Mundart des Eichfeldes, Göttingen, Vandenhoeck & Ruprecht, 1912 (lire en ligne)
- (de) Ferdinand Herdemann, Versuch einer Lautlehre der westmünderländischen Mundart, Leipzig, 1921 (lire en ligne)
- (de) Ursula Hirschfeld, Hans-Joachim Solms et Eberhard Stock, Otto Bremer : Wegbereiter der sprechwissenschaftlichen Phonetik an der Universität Halle, Berlin, Frank & Timme, 2016 (ISBN 978-3-7329-0230-9)
- (de) Gesinus Gerhardus Kloeke, Der Vokalismus der Mundart von Finkenwärder bei Hamburg (thèse de doctorat), Hamburg, L. Gräfe & Sillem, 1913 (lire en ligne)
- (de) Gesinus Gerhardus Kloeke, Der Vokalismus der Mundart von Finkenwärder bei Hamburg (thèse de doctorat), Hamburg, Lütcke & Wulff, 1914 (lire en ligne)
- (de) Otto Kürsten, Phonetik und Vokalismus der nordostthuringischen Mundart von Buttelstedt bei Weimar (thèse de doctorat), Leipzig, Breitkopf & Härtel, 1901 (lire en ligne)
- (de) Hugo Larsson, Lautstand der Mundart der gemeinde Altengamme (in den Vierlanden bei Hamburg) (thèse de doctorat), Hambourg, 1917 (lire en ligne)
- (de) Emil Maurmann, Die Laute der Mundart von Mülheim a. d. Ruhr (thèse de doctorat), Marburg, 1889 (MDZ, HathiTrust, Archive.org)
- (de) Wilhelm Müller, Untersuchungen zum Vokalismus der stadt- und der landkölnischen Mundart (thèse de doctorat), Bonn, Hauptmann, 1912 (lire en ligne)
- (de) Hermann Reuter, Beiträge zur Lautlehre der siegerländer Mundart (thèse de doctorat), Halle a.d.S., Ehrhardt Karras, 1903 (lire en ligne)
- (de) Georg Schübel, Versuch einer Charakteristik und Phonetik der Bamberger Mundart von Stadtsteinach (thèse de doctorat), Halle a.d.S., Waisenhaus, 1911 (lire en ligne)
- (de) Richard Truckenbrodt, Zur westerzgebirgischen Volkskunde, Halle a.d. Salle, Ostdeutsche Druckerei und Verlangstalt, Inhaber Otto Jung, 1926 (lire en ligne)
- (de) Wilhelm Viëtor (dir.), « Eine sammlung von grammatiken deutscher mundarten », Phonetische studien, vol. 2,‎ 1889, p. 353-356 (lire en ligne)